# 7144 Dossobuono
7144 Dossobuono (1996 KQ) là một tiểu hành tinh vành đai chính được phát hiện ngày 20 tháng 5 năm 1996 bởi Madonna di Dossobuono ở Dossobuono.